# The Physics of Star Trek
The Physics of Star Trek är en populärvetenskaplig bok av den teoretiska fysikern Lawrence Krauss, publicerad 1995. Boken diskuterar om fysiken bakom olika objekt och koncept som finns med i Star Trek-serien. Krauss undersöker möjligheten för saker som tröghetsdämpare och warp drive samt om vår nuvarande förståelse av fysikens lagar tillåter det. Han diskuterar också tidsresor, ljusets hastighet, ren energi varelser, maskhål, teleportering och andra begrepp som ingår i Star Trek-serien. Boken innehåller även ett förord av kosmologiforskare Stephen Hawking.